# دانشگاه انگرز

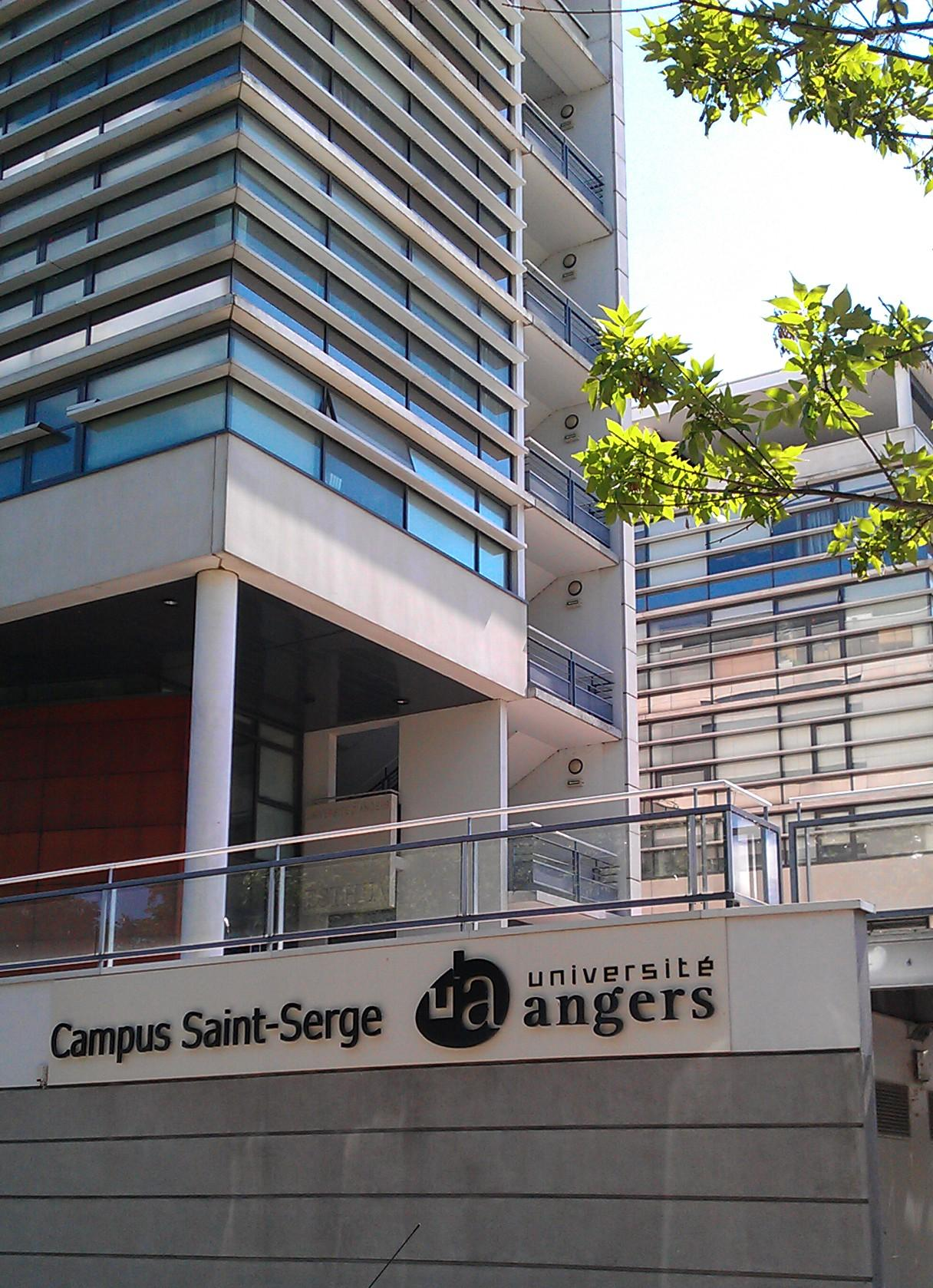
دانشگاه انگرز (فرانسوی: Université d'Angers‎) یک مؤسسهٔ آموزش عالی واقع در شهری به همین نام در غرب فرانسه است. این دانشگاه در ۱۳۵۶ تأسیس، در ۱۷۹۳ تعطیل، و در ۱۹۷۱ بار دیگر بازگشایی شد.